# Quantenteleportation

Beispiel: Quantenteleportation mit Photonen

Die Quantenteleportation ist ein Verfahren, das den quantenmechanischen Zustand eines Quantensystems (Quelle), z. B. eines Photons oder eines Qubits, auf ein anderes Quantensystem (Ziel) überträgt. Der Zustand der Quelle wird durch die Übertragung verändert. Das Verfahren benutzt für die Übertragung zwei Kanäle, einen Quantenkanal und einen klassischen Kanal. Als Quantenkanal dient ein Paar von verschränkten Teilchen. Die Quantenteleportation verwendet die beiden Kanäle und Eigenschaften der Quantenverschränkung, um den Zustand von der Quelle zum Ziel zu übertragen, ohne ihn zu messen.
Die Quantenteleportation ist ein wichtiger Baustein beim Aufbau von Quantennetzwerken.
Die Bezeichnung Quantenteleporation führt immer wieder zu Zeitungsmeldungen, die einen Bezug zu Teleportation der Science Fiction herstellen. Quantenteleportation unterscheidet sich jedoch insofern grundlegend von der Teleportation, als sich am Zielort bereits ein vorbereitetes Quantensystem befindet, auf das der Zustand der Quelle übertragen wird.

## Grundlagen
Der Quantenkanal der Quantenteleportation besteht aus zwei Teilchen, die in einem Bell-Zustand maximal verschränkt sind. Vor der Übertragung werden die beiden Teilchen getrennt. Das erste Teilchen {\displaystyle a} wird in der Quelle gespeichert und das zweite Teilchen {\displaystyle b} am Ziel. Das Ziel kann theoretisch beliebig weit von der Quelle entfernt sein. Dann führt man an der Quelle eine Bell-Messung an der Kombination aus einem dritten Teilchen {\displaystyle c}, dessen Zustand man übertragen möchte, und dem ersten Teilchen {\displaystyle a} durch. Die Bell-Messung besteht aus Verschränkung und Messung. Die Verschränkung überträgt den Zustand von Teilchen {\displaystyle c} auf das Gesamtsystem {\displaystyle \{a,b,c\}}. Eine Eigenschaft der Verschränkung ist, dass man dafür keinen Übertragungsweg, keine Übertragungszeit und keine Geschwindigkeit angeben kann. Das anschließende Messen des Teilsystems {\displaystyle \{a,c\}} zerstört die Verschränkung und die Ausgangszustände von {\displaystyle a} und {\displaystyle c}. Das Messergebnis besteht aus zwei Bits. Für die Übertragung der beiden Bits wird ein klassischer Informationskanal, etwa eine Funkverbindung, gebraucht. Die beiden Bits werden am Ziel verarbeitet und auf {\displaystyle b} angewendet. Danach ist der Zustand von {\displaystyle b} identisch mit dem Ausgangszustand von {\displaystyle c}.
Die Prinzipien der Quantenphysik erlauben kein Vervielfältigen von Quantenzuständen (No-Cloning-Theorem). Anders als in der Makrophysik, in der der momentane Zustand eines Quellsystems feststellbar ist und somit am Zielsystem reproduziert werden kann, lässt sich der quantenmechanische Zustand eines Quellsystems im Allgemeinen gar nicht ermitteln. Jeder der unendlich vielen Polarisationszustände eines Photons zum Beispiel liefert bei einer Messung nur ein Bit an Information und wird dabei zerstört. Daher ist es schon an sich bemerkenswert, dass sich ein Zustand überhaupt von einem auf ein anderes Objekt übertragen lässt.
Eine wesentliche Eigenschaft des Quantenteleportationsprotokolls ist es, dass es auch dann funktioniert, wenn der zu versendende Zustand dem Sender nicht bekannt oder mit einem weiteren System verschränkt ist. Außerdem wird nur der Zustand eines Quantensystems übertragen, nicht das System selbst transportiert. Daher ist gelegentlich auch vom „körperlosen“ (engl.: disembodied) Transport die Rede.

## Erfindung
Die Idee der Quantenteleportation wurde von Asher Peres, William Wootters, Gilles Brassard, Charles H. Bennett, Richard Jozsa und Claude Crépeau 1993 in den Physical Review Letters veröffentlicht. Die sechs Physiker schlugen in ihrem Artikel vor, dass ein Paar verschränkter Teilchen als Quantenkanal dient. Quantenteleportation wurde erstmals 1997 von Anton Zeilinger, fast gleichzeitig mit Sandu Popescu, Francesco De Martini und anderen durch quantenoptische Experimente mit Photonen demonstriert. Mittlerweile ist auch die Teleportation der Zustände einzelner Atome möglich.

## Ablauf in der Übersicht
Alice und Bob besitzen zwei Teilchen {\displaystyle a} und {\displaystyle b}, die in einem Bell-Zustand, zum Beispiel {\displaystyle \left|\Phi ^{+}\right\rangle _{AB}}, maximal miteinander verschränkt sind. Chris hat ein Teilchen {\displaystyle c} im Zustand {\displaystyle \left|\Psi \right\rangle _{C}}. Diesen Zustand soll Alice auf Bobs Teilchen {\displaystyle b} teleportieren. Alice führt eine Bell-Messung auf {\displaystyle a} und {\displaystyle c} aus. Dabei werden zunächst alle drei Teilchen miteinander verschränkt. Durch die anschließenden Messungen wird die Verschränkung zerstört. Unabhängig vom Zustand {\displaystyle \left|\Psi \right\rangle _{C}} sind die vier möglichen Resultate der Bell-Messung gleich wahrscheinlich. Im Teilsystem {\displaystyle \{a,c\}} wird die Information über {\displaystyle \left|\Psi \right\rangle _{C}} durch die Messungen zerstört. Erfährt Bob nun auf einem klassischen Übertragungskanal das Ergebnis der Bell-Messung, so kann er den ursprünglichen Zustand von {\displaystyle c} auf {\displaystyle b} rekonstruieren. Danach ist der Zustand {\displaystyle \left|\Psi \right\rangle _{B}} von {\displaystyle b} identisch mit {\displaystyle \left|\Psi \right\rangle _{C}} vor der Bell-Messung.
Der klassische Anteil wird über klassische Kommunikation übertragen; dessen Geschwindigkeit die Quantenteleportation in Übereinstimmung mit der Relativitätstheorie begrenzt. Die nichtklassische Information wird durch nichtlokale Korrelationen übermittelt: Alice und Bob erhalten jeweils ein Photon eines aus zwei Photonen bestehenden EPR-Paares. Alice führt eine Messung durch, die den Zustand mit ihrem EPR-Photon verschränkt.
Solch eine Messung kann darin bestehen, beide Photonen in einem Faserkoppler miteinander zu verschränken und danach die Art der Verschränkung mit zwei Strahlteilern zu messen. Bei diesem Prozess verändert sich unmittelbar auch der Quantenzustand von Bobs EPR-Photon. Alice teilt Bob auf klassischem Weg das Ergebnis ihrer Messung mit. Daraufhin kann Bob durch eine Polarisationsmanipulation an seinem EPR-Photon den ursprünglichen Zustand reproduzieren. Der ursprüngliche Quantenzustand wird bei der Quantenteleportation verändert, und zwar durch die Verschränkungs-Messung des Senders.

### Beschreibung als Quantenschaltung

Beschreibung der Quantenteleportation mit einem Quantenschaltkreis. Der Schaltkreis teleportiert den Zustand nach. Die zwei verschränkten Qubits und bilden einen Quantenkanal. Die doppelten Linien nach den beiden Messungen symbolisieren klassische Kanäle. Durch sie wird je ein Bit Information übertragen. Beide zusammen bestimmen, welche Operation auf das Teilchen angewendet wird, um zu erhalten.

Man kann eine Quantenteleportation auch mit Hilfe von Quantengattern auf einem Quantencomputer durchführen. Die nebenstehende Quantenschaltung zeigt die Schritte des Teleportationsprotokolls:
- Das Qubit-Register mit der Bezeichnung {\displaystyle C} ist das Nachrichtenqubit, das Qubit mit der Bezeichnung  {\displaystyle A} ist Alices Qubit, und das Qubit mit der Bezeichnung {\displaystyle B} ist Bobs Qubit. Das Nachrichtenqubit befindet sich in einem unbekannten Zustand, und die Qubits von Alice und Bob befinden sich im verschränkten Zustand {\displaystyle \left|\Phi ^{+}\right\rangle _{AB}}.
- Ein CNOT-Gatter wird auf das Nachrichtenqubit {\displaystyle C} und das Qubit {\displaystyle A} von Alice angewendet, wobei {\displaystyle C} das Kontroll-Qubit ist. Da Alices Qubit bereits mit Bobs Qubit verschränkt ist, sind danach alle drei Qubits miteinander verschränkt.
- Ein Hadamard-Gatter {\displaystyle H} wird auf das Nachrichtenqubit {\displaystyle C} angewendet.
- Alice misst nun ihre beiden Qubits {\displaystyle A} und {\displaystyle C} und teilt die Messergebnisse Bob mittels zweier klassischer Bits mit.
- Durch die beiden Messungen werden die ursprünglichen Zustände der beiden Qubits von Alice zerstört.
- Abhängig von den Messergebnissen, die Alice ihm gesendet hat, wendet Bob zwei Quantengatter auf sein Qubit {\displaystyle B} an. Es handelt sich dabei um ein Pauli-X-Gatter (Bitflip) und ein Pauli-Z-Gatter (Phasenflip). Jedes der beiden Gatter wird nur dann angewendet, wenn das zugehörige Messergebnis {\displaystyle \left|1\right\rangle } war.  Der resultierende Zustand von Bobs Qubit entspricht dem ursprünglichen Zustand von Qubit {\displaystyle C}.

## Ablauf im Detail
Die Quantenteleportation benötigt zwischen Sender A (Alice) und Empfänger B (Bob) zweierlei Verbindungen:
- Ein Paar von Qubits, bestehend aus zwei Qubits {\displaystyle a} und  {\displaystyle b}, die in einem Bell-Zustand miteinander verschränkt sind. Dieses Paar wird auch als Quantenkanal bezeichnet. Es überträgt den Zustand, aber keine Information.
- Einen konventionellen Kommunikationskanal, beispielsweise eine Funkstrecke.

1. Zunächst ist das System {\displaystyle \{a,b\}} geeignet zu präparieren und die Komponente {\displaystyle a} an A sowie {\displaystyle b} an B zu übergeben. Nehmen wir als Beispiel an, die Qubits seien Photonen, und gemessen werde, ob die Polarisation {\displaystyle h} (horizontal) oder {\displaystyle v} (vertikal) sei. Als Verschränkungszustand eignet sich jeder der vier Bell-Zustände. Wir nehmen {\displaystyle B\{a,b\}=1/{\sqrt {2}}\,(h_{a}h_{b}+v_{a}v_{b})}, also eine Überlagerung der zwei Zustände, in denen {\displaystyle a} und {\displaystyle b} beide horizontal oder beide vertikal polarisiert sind, beide mit Amplitude {\displaystyle 1/{\sqrt {2}}}. Das Zeichen {\displaystyle \otimes } für das Tensorprodukt der Zustände darf zur Entlastung des Formelbildes weggelassen werden: {\displaystyle h_{a}h_{b}} statt {\displaystyle h_{a}\otimes h_{b}} etc.
2. C (Chris) präpariert ein weiteres Qubit {\displaystyle c} in einen Zustand {\displaystyle z} und übergibt es A, die seinen Zustand auf das Qubit {\displaystyle b} teleportieren soll. A braucht den Zustand {\displaystyle z} nicht zu erfahren.
3. A führt an den Qubits {\displaystyle a} und {\displaystyle c} eine Bell-Messung aus, eine (technisch diffizile) Messung, die das System {\displaystyle \{a,c\}} auf einen der vier Bell-Zustände {\displaystyle B_{1}\{a,c\},\,\dots ,B_{4}\{a,c\}} projiziert (vgl. auch die mathematische Herleitung im folgenden Abschnitt). Der Zustand des Systems {\displaystyle \{b\}} hängt vom durch C präparierten Zustand und vom Ergebnis der Bell-Messung ab. A teilt B über den konventionellen Kanal in einer 2-Bit-Botschaft das Ergebnis der Messung mit. Dies ist die einzige Information, die bei der Teleportation übermittelt wird.
4. B weiß nun, in welchem von vier möglichen Zuständen sich {\displaystyle b} befindet: {\displaystyle z,\,Dz,\,Sz} oder {\displaystyle SDz}  ({\displaystyle z} selbst kennt er nicht). Dabei steht {\displaystyle D} für eine Drehung der Polarisationsrichtung um 90° und {\displaystyle S} für eine Spiegelung dieser Richtung an der {\displaystyle h}-Achse. Durch eine entsprechende Drehung und/oder Spiegelung kann er diese Transformationen zurücknehmen und {\displaystyle b} damit in den Zustand {\displaystyle z} bringen, den ursprünglich Qubit {\displaystyle c} innehatte. Dagegen ist {\displaystyle z} gelöscht in {\displaystyle c}.
5. Dass der Zustand {\displaystyle z} von {\displaystyle c} auf {\displaystyle b} übertragen wurde, bedeutet ausführlich gesagt folgendes: Wenn B nun {\displaystyle b} auf den Polarisationszustand {\displaystyle z} testet, besteht {\displaystyle b} diesen Test mit Sicherheit. Testet er auf einen beliebigen Zustand {\displaystyle u}, so besteht {\displaystyle b} diesen Test mit der gleichen Wahrscheinlichkeit {\displaystyle |\langle z,u\rangle |^{2},} mit der {\displaystyle c} ihn vor der Bell-Messung bestanden hätte. Dagegen besteht {\displaystyle c} nun jeden beliebigen Polarisationstest mit Wahrscheinlichkeit 1/2. Da sich der Zustand eines Qubits (hier {\displaystyle z_{b}}) nicht feststellen lässt, erfährt B ihn aber nicht, es sei denn durch eine Mitteilung auf klassischem Wege. Nur dann kann er auch den Erfolg der Teleportation überprüfen, indem er {\displaystyle b} auf {\displaystyle z} testet.

## Mathematische Betrachtung
Indizes {\displaystyle a,b,c} bezeichnen das Qubit, für das mit {\displaystyle h_{a},v_{b}} etc. der Zustand angegeben wird.
Das Zeichen {\displaystyle \otimes } (Tensorprodukt) kann gesetzt oder weggelassen werden.
Bereitschaft zur Teleportation ist gegeben, wenn sich das System {\displaystyle \{a,b\}}, wie angenommen, in dem verschränkten Zustand
{\displaystyle \textstyle B\{a,b\}={\frac {1}{\sqrt {2}}}(h_{a}h_{b}+v_{a}v_{b})} befindet.
Wird Chris’ Qubit {\displaystyle c} in die Betrachtung einbezogen, so haben wir im Hilbertraum {\displaystyle {\mathcal {H}}_{a}\otimes {\mathcal {H}}_{b}\otimes {\mathcal {H}}_{c}} des Systems {\displaystyle \{a,b,c\}} zu rechnen. Der Zustand von {\displaystyle c} sei {\displaystyle z=\alpha h+\beta v}. Da {\displaystyle c} in keiner Wechselwirkung mit {\displaystyle a} oder {\displaystyle b} steht, hat das Gesamtsystem den Produktzustand
{\displaystyle \textstyle Z\{a,b,c\}\,=\,B\{a,b\}\otimes z_{c}\,=\,~{\frac {1}{\sqrt {2}}}(h_{a}h_{b}+v_{a}v_{b})(\alpha h_{c}+\beta v_{c}).}
Im Hinblick auf die Bell-Messung an den Qubits {\displaystyle a} und {\displaystyle c} beim Sender soll in  {\displaystyle {\mathcal {H}}_{a}\otimes {\mathcal {H}}_{c}}
an Stelle der Standardbasis  {\displaystyle \{h_{a}h_{c},\,h_{a}v_{c},\,v_{a}h_{c},\,v_{a}v_{c}\}}  das Orthonormalsystem der vier Bell-Zustände, {\displaystyle B_{i}\{a,c\},\,i=1,2,3,4}:
{\displaystyle \textstyle {\frac {1}{\sqrt {2}}}(h_{a}h_{c}+v_{a}v_{c}),\,~~{\frac {1}{\sqrt {2}}}(h_{a}h_{c}-v_{a}v_{c})},
{\displaystyle \textstyle {\frac {1}{\sqrt {2}}}(h_{a}v_{c}+v_{a}h_{c}),\,~~{\frac {1}{\sqrt {2}}}(h_{a}v_{c}-v_{a}h_{c})}
verwendet werden.
Dabei sind einzusetzen:
{\displaystyle \textstyle h_{a}h_{c}={\frac {1}{\sqrt {2}}}{\big (}B_{1}\{a,c\}+B_{2}\{a,c\}{\big )},\,~~v_{a}v_{c}={\frac {1}{\sqrt {2}}}{\big (}B_{1}\{a,c\}-B_{2}\{a,c\}{\big )},}
{\displaystyle \textstyle h_{a}v_{c}={\frac {1}{\sqrt {2}}}{\big (}B_{3}\{a,c\}+B_{4}\{a,c\}{\big )},\,~~v_{a}h_{c}={\frac {1}{\sqrt {2}}}{\big (}B_{3}\{a,c\}-B_{4}\{a,c\}{\big )}.}
Nach dem Ordnen der Terme hat man
{\displaystyle Z\{a,b,c\}\,=\,\textstyle {\frac {1}{2}}\sum _{i}B_{i}\{a,c\}\otimes z_{ib}}   mit    {\displaystyle z_{1}=\alpha h+\beta v,} {\displaystyle z_{2}=\alpha h-\beta v,} {\displaystyle z_{3}=\beta h+\alpha v,} {\displaystyle z_{4}=\beta h-\alpha v.}
Bezeichnet {\displaystyle S} die Spiegelung in der Polarisationsebene an der {\displaystyle h}-Achse und {\displaystyle D} die Drehung um {\displaystyle 90^{o}} im Uhrzeigersinn, so sind also  {\displaystyle z_{1}=z,\,z_{2}=Sz,\,z_{3}=SDz,\,z_{4}=Dz,} und wir erhalten die Gleichung, auf der die Teleportation beruht:
{\displaystyle (h_{a}h_{b}+v_{a}v_{b})\otimes z_{c}\,=\,{\frac {1}{2}}{\big (}B_{1}\{a,c\}\otimes z_{b}+B_{2}\{a,c\}\otimes Sz_{b}+B_{3}\{a,c\}\otimes SDz_{b}+B_{4}\{a,c\}\otimes Dz_{b}{\big )}\,.}
Die linke Seite beschreibt den Aufbau von  {\displaystyle Z\{a,b,c\}}: Sender A und Empfänger B besitzen Qubits  {\displaystyle a} und  {\displaystyle b} im Verschränkungszustand {\displaystyle B\{a,b\}}, und sind damit für eine Übertragung bereit. Qubit {\displaystyle c}, Träger des zu versendenden Zustands, steht quasi unbeteiligt dabei. Denselben Zustand stellt die rechte Seite als Überlagerung von vier Zuständen dar, die die möglichen Reaktionen des Systems auf die geplanten Messungen ausdrücken. Die Produkte {\displaystyle B_{i}\{a,c\}z_{ib}} sind paarweise orthogonal zueinander und treten jeweils mit Amplitude 1/2 auf. Der Zufall bestimmt daher mit der gleichen Wahrscheinlichkeit 1/4, in welchem der vier Zustände sich das System bei den geplanten Messungen zeigen wird: Eine Entscheidung für beide Messungen, für die an  {\displaystyle \{a,c\}} und die an  {\displaystyle b}. Das führt zu einer strengen Korrelation: Ergibt A's Messung  {\displaystyle B_{i}}, so fällt ein Test an  {\displaystyle b} auf  {\displaystyle z_{i}} mit Sicherheit positiv aus. Dabei ist die raum/zeit-liche Distanz der Messereignisse belanglos, im Prinzip also auch ihre zeitliche Reihenfolge. Es ist nur das Protokoll der Teleportation, das vorschreibt, dass erst A misst, um nach dem Ergebnis ihrer Messung B Anweisung geben zu können, wie er {\displaystyle b} manipulieren, {\displaystyle z} transformieren kann, um nicht {\displaystyle z_{i}} sondern {\displaystyle z} zu messen. Dass er {\displaystyle z} nicht kennt, spielt keine Rolle. Er muss nur wissen, welche Transformation er auszuführen hat. Das Protokoll endet mit der Feststellung, das Empfänger-Qubit {\displaystyle b} sei nun im Zustand {\displaystyle z}. Eine Messung an {\displaystyle b} kann später zu einem unbestimmten Zeitpunkt erfolgen.

## Experimentelle Erfolge

### Experimente 2003 und 2004
2003 demonstrierte Nicolas Gisin mit seinem Team an der Universität Genf Quantenteleportation mit Photonen über große Distanzen (2 km Glasfaser bei 55 m Abstand), 2007 auch in kommerziellen Glasfaserkommunikationsnetzwerken (Swisscom).
Im Jahr 2004 gelang den Arbeitsgruppen an der Universität Innsbruck um Rainer Blatt und am NIST um David Wineland in Boulder Colorado erstmals eine Quantenteleportation mit Atomen bzw. Ionen.
und die Wiener Forscher um Rupert Ursin und Anton Zeilinger konnten erstmals einen Quantenzustand eines Photons auch außerhalb eines Labors teleportieren. Sie überbrückten eine Strecke von 600 m unter der Donau. Dafür wurde ein Lichtwellenleiter in einen Abwasserkanal unter der Donau verlegt, um den Quantenzustand (die Polarisation) des zu teleportierenden Photons von der Donauinsel (Alice) auf die südliche Donauseite (Bob) auf ein anderes Photon zu übertragen. Bei Alice wurde die Quelle der verschränkten Photonen aufgebaut und eines der verschränkten Photonen des Paares über ein Glasfaserkabel zu Bob übertragen. Das andere Photon des Paares überlagerte Alice mit dem zu teleportierenden Photon und nahm eine Bellzustandsmessung vor – dabei wurde der ursprüngliche zu übertragende Polarisationszustand von Alices Photon zerstört.
Die Ergebnisse von Alices Bellzustandsmessung, die zwei der möglichen vier Bellzustände voneinander unterscheiden kann, wurden über einen klassischen Informationskanal zu Bob übertragen, der dann – falls erforderlich – eine entsprechende unitäre Transformation (eine Drehung der Polarisationsrichtung) auf sein verschränktes Photon anwandte, um die Übertragung des Quantenzustandes (also die ursprüngliche Polarisationsrichtung von Alices Photon) auf dieses abzuschließen.

### Fortschritte seit 2004
Im Juli 2009 haben Forscher der Universitäten in Auckland (Neuseeland), Griffith Universität in Queensland (Australien) und Doha (Katar) eine Methode vorgeschlagen, wie man einen Lichtstrahl oder ein komplettes Quantenfeld, inklusive der Fluktuationen über die Zeit hinweg, teleportieren kann. Diese „starke“ Teleportation (inklusive der Fluktuationen) wird als eine Voraussetzung für einige Quanteninformationsanwendungen angesehen und könnte zur Teleportation von Quantenbildern führen.
Im Mai 2010 berichtete das Wissenschaftsmagazin Nature über die erfolgreiche Quantenteleportation über eine Entfernung von 16 Kilometer, im Freiland durchgeführt von einem chinesischen Team unter der Leitung von Xian-Min Jin. Erreicht wurde eine mittlere Genauigkeit von 89 Prozent, was deutlich über der klassisch zu erwartenden Grenze von 2/3 liegt.
Im Mai 2012 haben Forscher der Chinesischen Universität für Wissenschaft und Technik nach eigenen Angaben mit Hilfe eines Lasers eine Entfernung von 97 Kilometer überwunden und damit einen neuen Rekord aufgestellt.
Im September 2012 veröffentlichte das Wissenschaftsmagazin Nature einen Bericht über eine Quantenteleportation über eine Entfernung von 143 km von La Palma nach Teneriffa.
Im August 2014 berichtete Nature über eine Versuchsanordnung zur Quantenteleportation mit Photonen unterschiedlicher Energie. Sie ermöglicht es, ein Objekt mit niederfrequentem Infrarotlicht zu durchleuchten, dessen Wechselwirkung mit dem untersuchten Objekt sich auf die verschränkten Photonen im sichtbaren Licht auswirkt, welche mit einfachen Digitalkameras zu erfassen sind.
Eine äquivalente Beschreibung von Quantenteleportation im Rahmen der Quantengravitation fanden 2016 Ping Gao, Daniel Louis Jafferis und Aron C. Wall, als sie eine neue Art von Wurmlöchern einführten.

## Praktische Bedeutung
Die Quantenteleportation kann praktisch angewendet werden, um Information zwischen zwei Quantencomputern oder innerhalb eines Quantencomputers zu übertragen. Sie ist ein wichtiger Baustein beim Aufbau von Quantennetzwerken und   findet Anwendung in der Quantenkryptographie. Die Quantenteleportation erlaubt es, Quantenzustände zu übertragen, ohne sie dabei durch einen Messvorgang gleichzeitig zu verändern (vergleiche dazu: Quantenmechanische Messung).
Zur Vorbereitung muss wie oben beschrieben vor der Quantenteleportation ein verschränktes Quantensystem auf Quelle und Ziel verteilt und dort gespeichert werden. Man kann z. B. Qubits durch Photonen realisieren, die über eine Glasfaserleitung verteilt werden. In der Praxis treten beim Transport und beim Speichern von Photonen technische Schwierigkeiten auf. Maßnahmen für ihre Behebung wurden bereits theoretisch analysiert und zum Teil in Prototypen umgesetzt. Siehe auch Quantenrepeater und Quantenfehlerkorrektur.